# Entoloma farinasprellum
Entoloma farinasprellum är en svampart som tillhör divisionen basidiesvampar, och som beskrevs av Eef J.M. Arnolds. Entoloma farinasprellum ingår i släktet Entoloma, och familjen Entolomataceae. Arten har ej påträffats i Sverige.